# Giovanni Battista Passerini senior

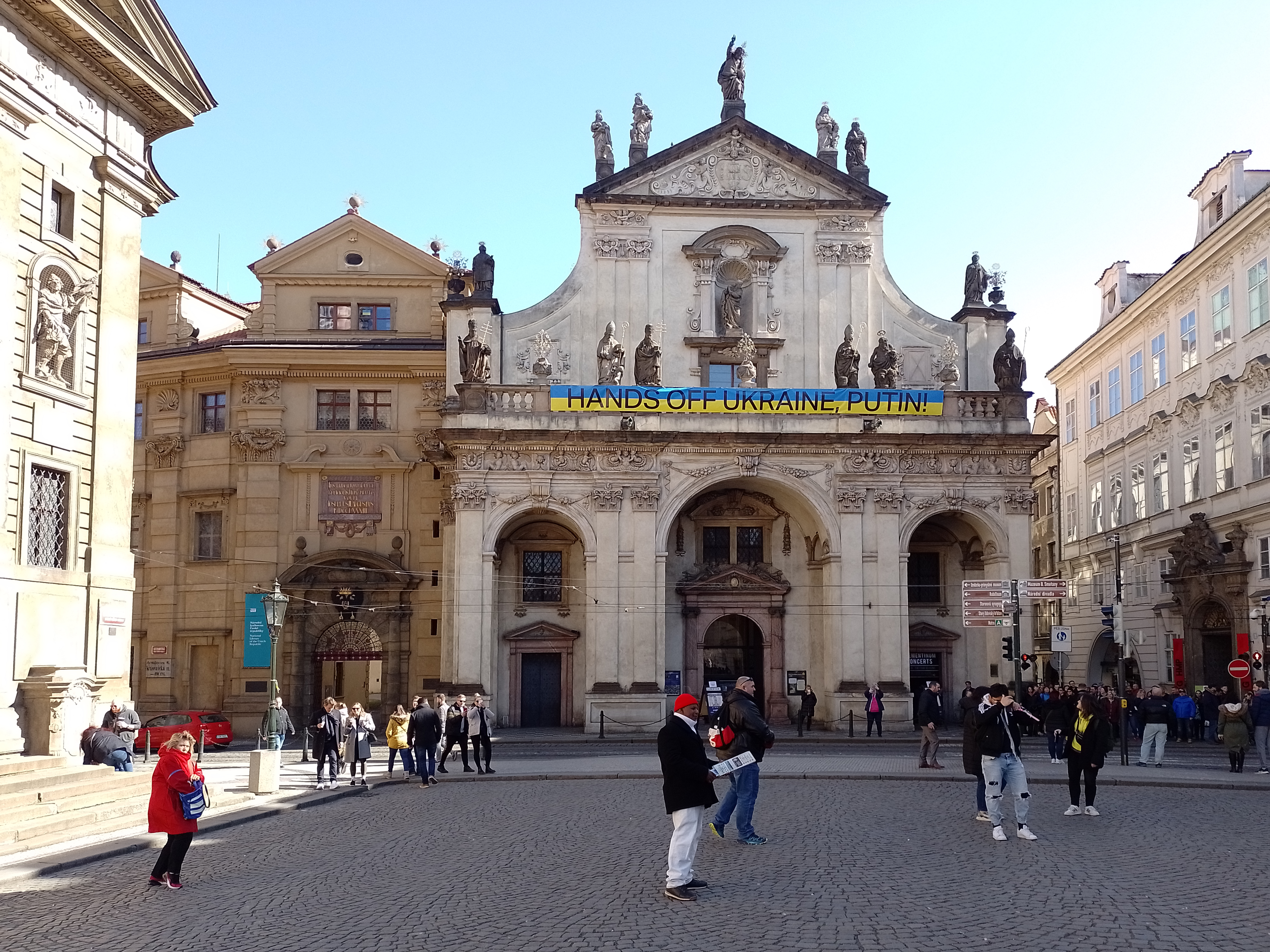
Clementinum in Prag, Kreuzherrenplatz

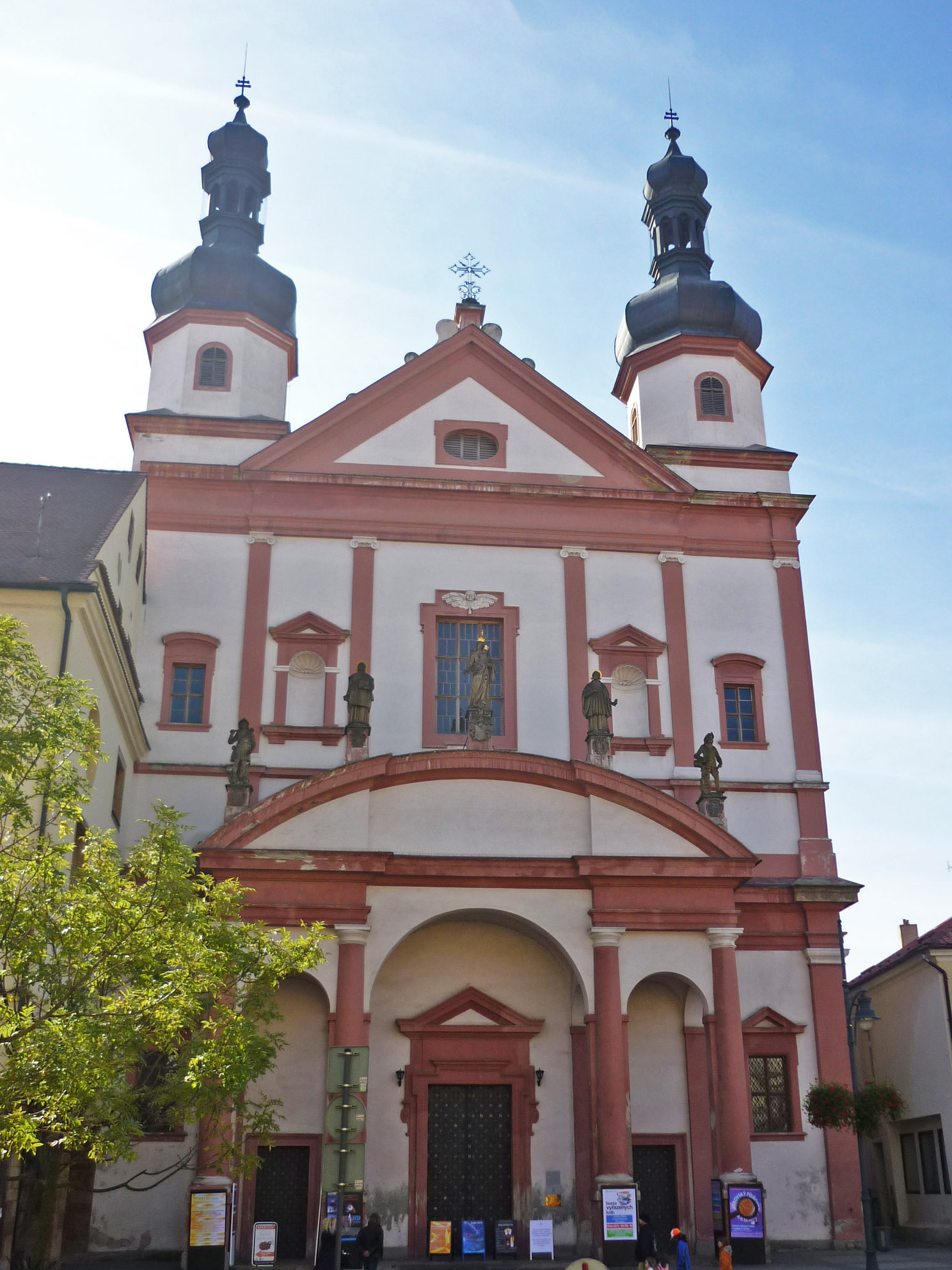
Jesuitenkirche Komotau

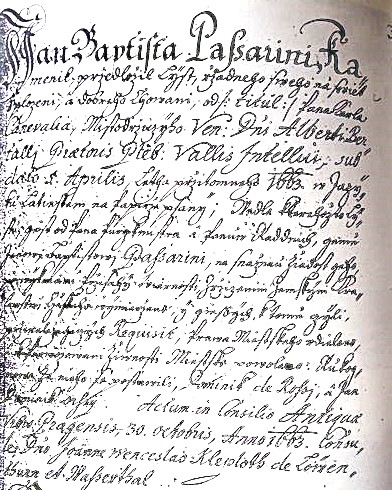
Bürgerurkunde Prager Altstadt 30. Oktober 1663

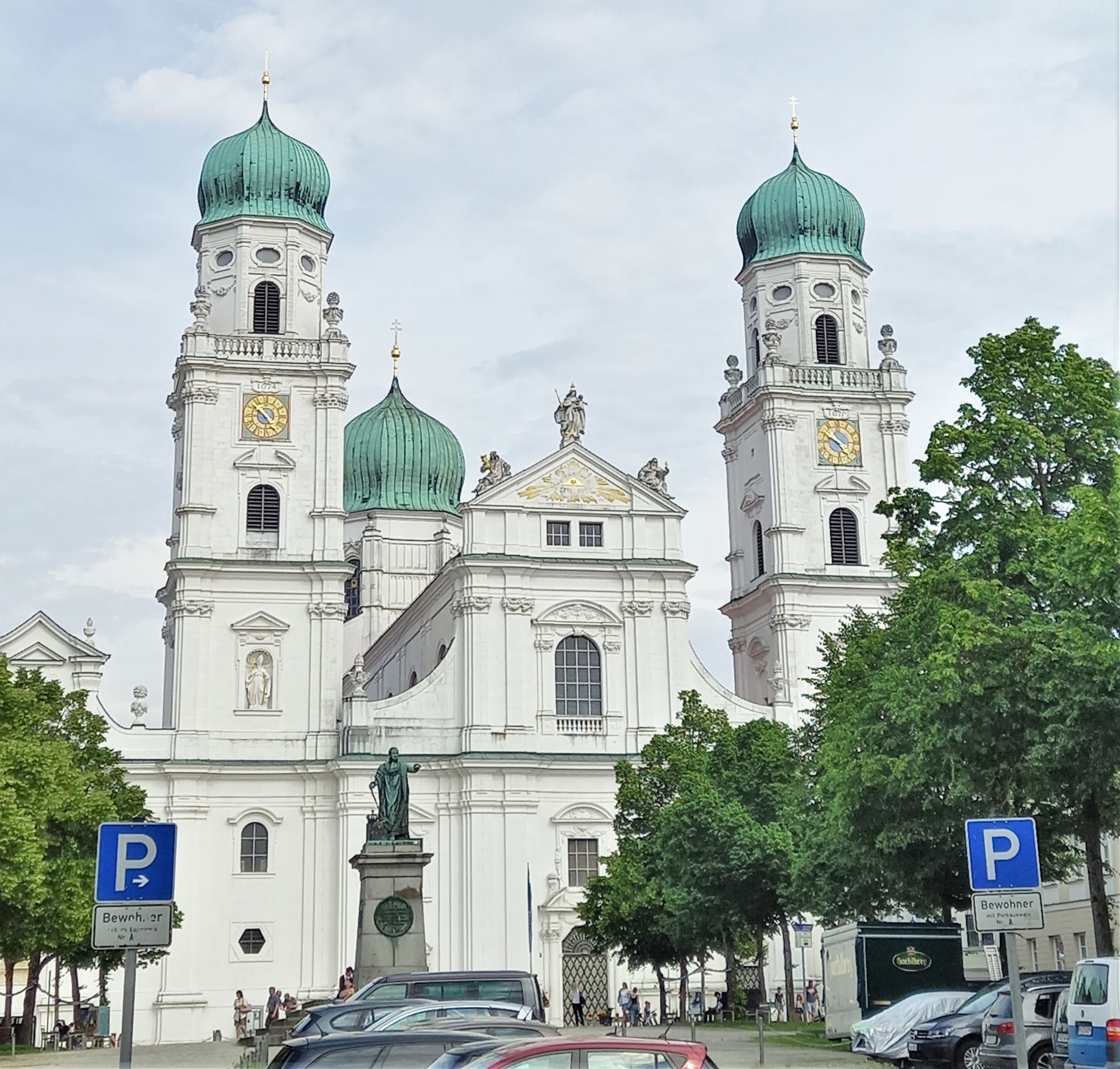
Passauer Dom

Giovanni Battista Passerini sen., auch Giambattista Passarini (* um 1620 in Ramponio am Luganersee, Diözese Como; † 1678 in Prag, Königreich Böhmen) war ein italienisch-böhmischer Bau- und Steinmetzmeister,  und Mitglied der Prager Baugesellschaft des Carlo Lurago.

## Leben und Wirken
Über die Familie ist wenig bekannt, der Bildhauer Antonio Passerini aus Ramponio war der Vater von Giovanni Battista, er ist 1636 als Erbauer von Brunnen in Ungarn dokumentiert.

### Die Familien Passerini und Torre von Ramponio
Sein Zeitgenosse Bartolomeo della Torre, ein Baumeister, wurde durch die Forschungen der ungarischen Historikerin Kászonyi Andrásné ab 1634 in Ungarn, in Győr dokumentiert. Der Historiker Luigi Brentani fand Antonio Passerini mit Sohn 1636 in Ungarn.
Bartolomeo ließ Sohn Francesco in der Wiener Bauhütte und im kaiserlichen Steinbruch am Leithaberg, einer italienisch, schweizerischen Künstlerkolonie zum Steinmetz ausbilden. Steinmetzmeister Hieronymus Bregno, aus dem benachbarten Dorf Osteno zugewandert, sprach Franciscus Torre 1646 zum Gesellen frei. Von Battista Passerini sind solche Daten nicht bekannt.

#### Ab 1653 arbeiteten Passerini und Torre in der Prager Baugesellschaft von Carlo Lurago
1653 trafen beide Meister in Prag ein und arbeiteten als wichtige Mitarbeiter in der Prager Baugesellschaft des Carlo Lurago.

#### Beide erhalten die Prager Bürgerurkunde
Am selben Tag, dem 30. Oktober 1663, erhielten Jan Baptista Passerini und Frantissek Torry, beide Steinmetzmeister, die Bürgerurkunde der Prager Altstadt verliehen. Auch Passerinis Sohn und Torres Söhne Bartholomäus, Pietro und Battista. Zeugen waren Dominico Rossi, Architekt beim Czernin-Palast und Orsi de Orsini, Architekt beim Clementinum.

#### 1685 Passerini und Torre im kaiserlichen Steinbruch
Nach Ableben ihrer Väter, Passerini († 1678) und Torre († 1684) erwarben die Söhne Giovanni Battista Passerini und Giovanni Pietro della Torre 1685 ihr eigenes Gut (Haus mit Steinbruch) im Kaisersteinbruch.

### Werke (Auswahl)
„sie wissen aber die Orth eigentlich nicht mehr alle zu nennen, sey es zu Komotau, Jesuitenkirche, bey dem Herrn Grafen Czernin zu Prag, bey denen Jesuiten, im Clementinum …“

- Jesuitenkolleg ‚Clementinum‘ in Prag

Der älteste Teil des Clementinums ist der ab 1653 erbaute Flügel in der Kreuzherrengasse, Carlo Lurago arbeitete nach Plänen von Francesco Caratti. Die ausführenden Steinmetzmeister waren Passerini, Torre, Martino Lurago und Benedikt Spineta.
- Jesuitenkirche in Komotau

Die Grundsteinlegung für den Bau der Jesuitenkirche von Komotau (Chomutov) erfolgte am 3. März 1662. Architekt war Carlo Lurago, Bauführer Jan Dominic Orsi der nach seinen Plänen arbeitete. Passerini führte die Steinmetzarbeiten aus.
- Jagdschloss Humprecht

Für Humprecht Johann Czernin von Chudenitz baut Lurago 1667 in Sobotka Schloss Humprecht, weitere Beteiligte waren Francesco della Torre und Giovanni Battista Passerini. Das Schloss wurde nach dem Brand 1678 verändert wieder aufbaut.
- Passauer Dom

Nach dem Brand 1662 übertrug Fürsterzbischof Wenzeslaus Graf Thun 1668 ihm und Francesco della Torre sämtliche Steinmetzarbeiten beim barocken Wiederaufbau des Passauer Domes unter der Gesamtleitung des Architekten Carlo Lurago.
- Wallfahrtskirche Heiliger Berg 1673

Die Baupläne für das Kloster Svatá Hora bei Příbram lieferte Carlo Lurago. Passerini erbaute 1673 die große Treppe vor der Kapelle. Am 1. Mai 1673 schlossen Dominicus Pasqual, Superior am Heiligen Berg und Giov. Batista Pasarino, Steinmetzmeister, einen Vertrag über die Steintreppe zur Prager Kapelle.
Er zeichnete Entwürfe für die Fassade (A) der Kapelle und Altarentwürfe (B) und (C). Diese legte er dem Landeshauptmann von Mähren Graf Kolowrat vor.

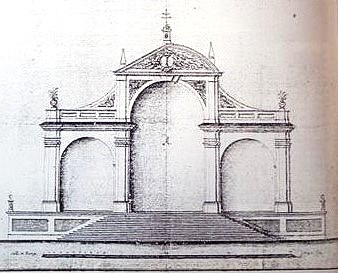
Heiliger Berg Fassade Entwurf A
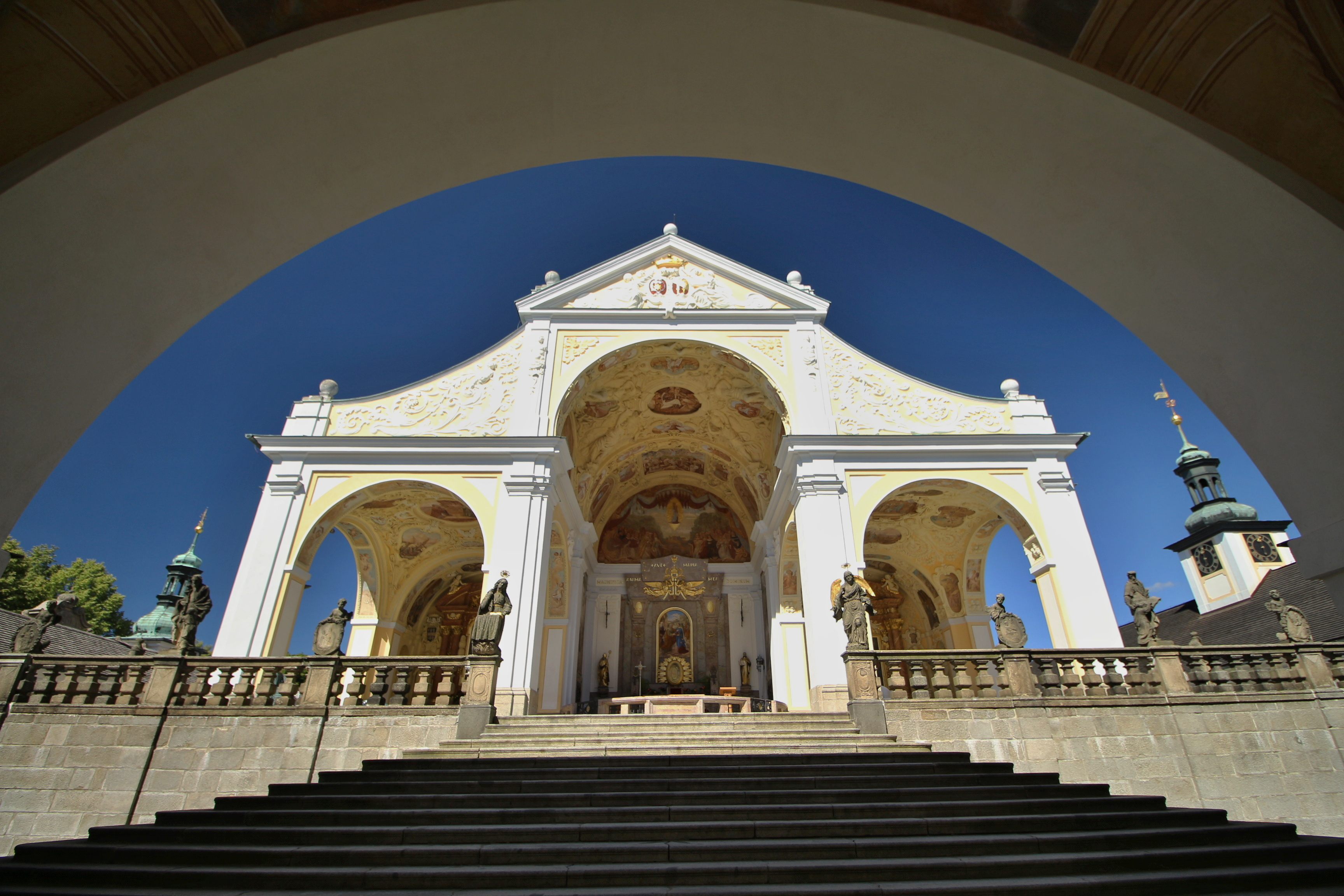
Kapelle mit Treppe
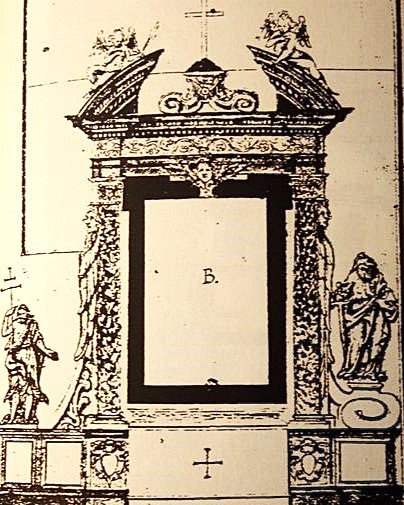
Altar Entwurf B
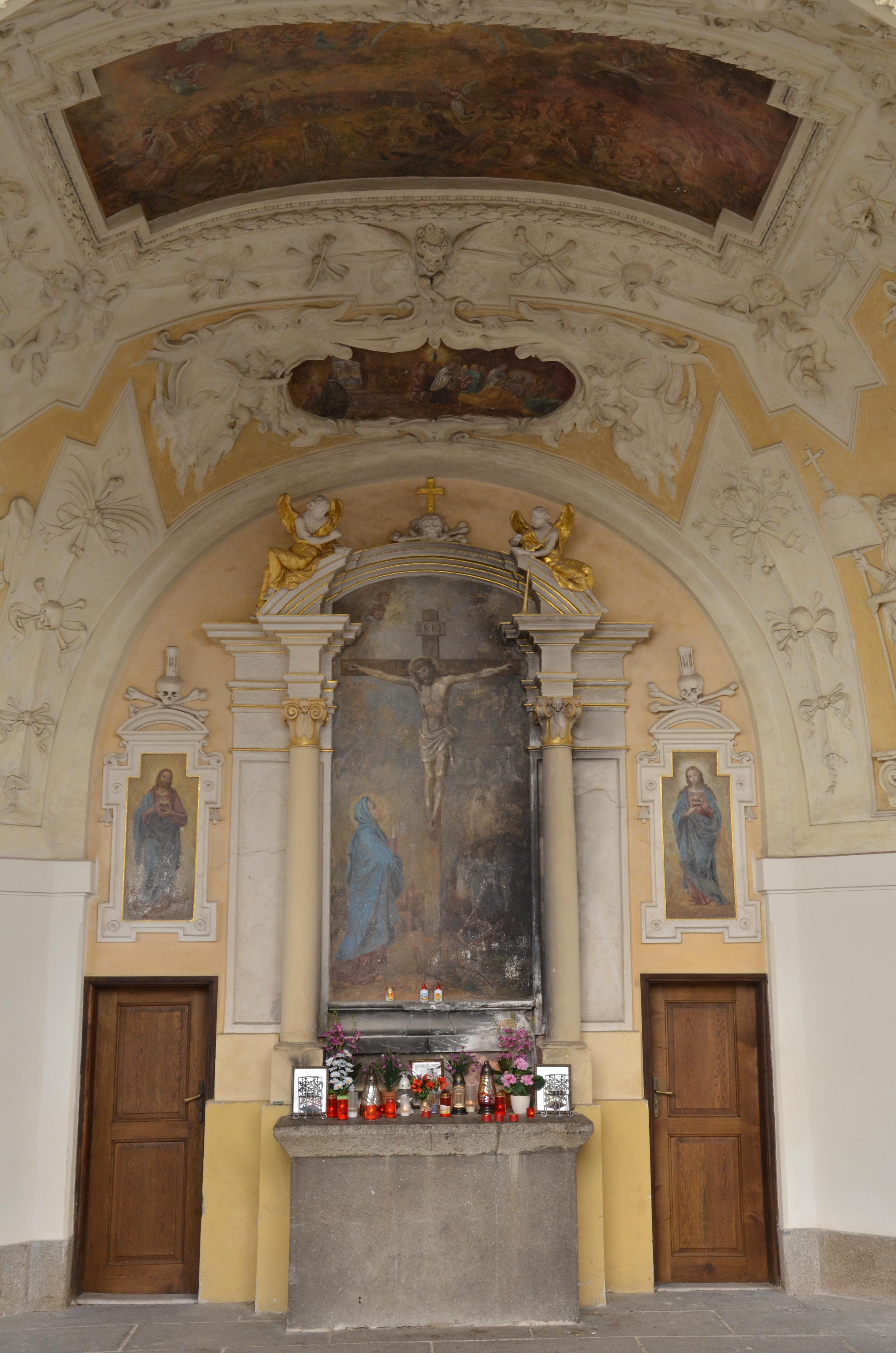
Altar
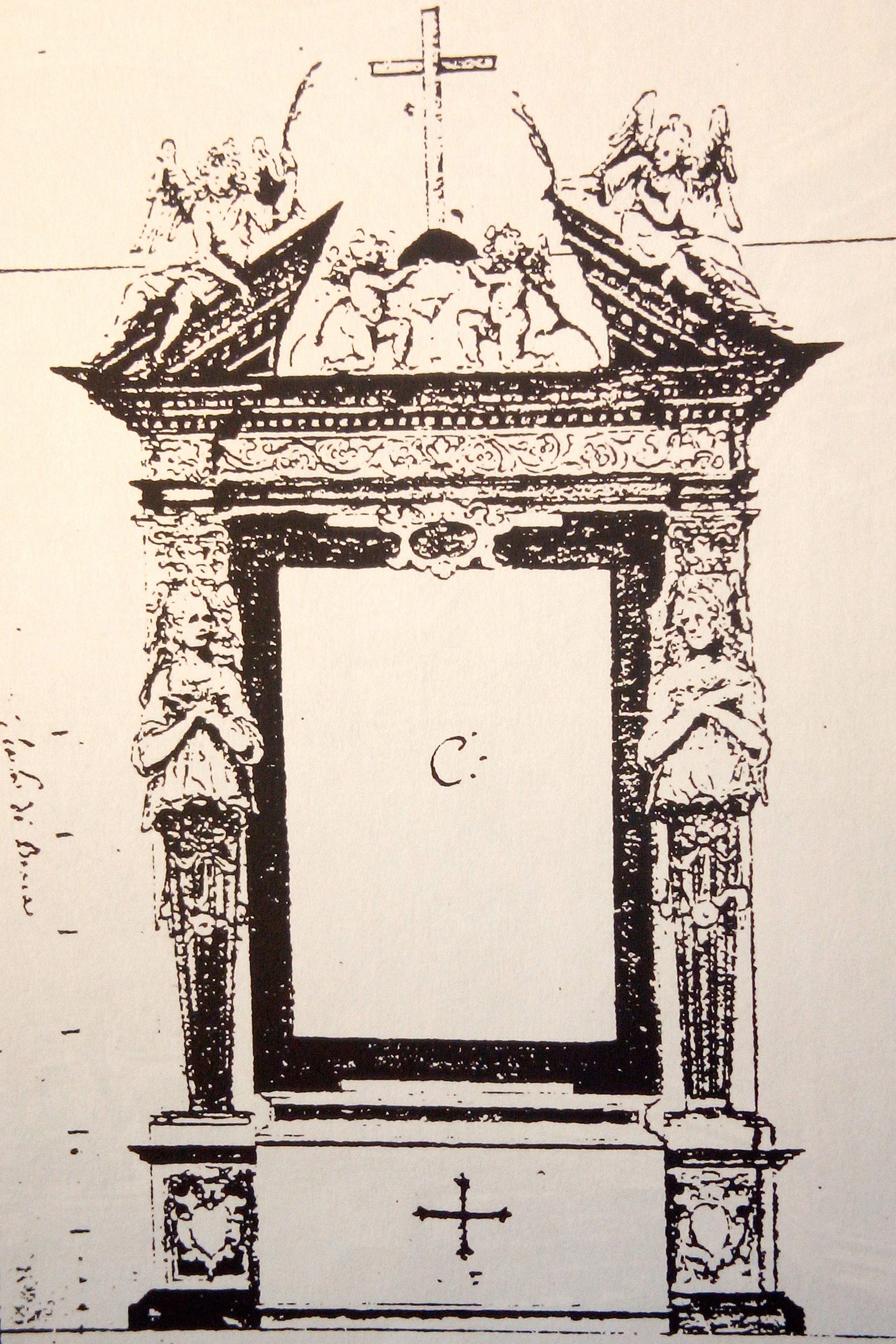
Entwurf C
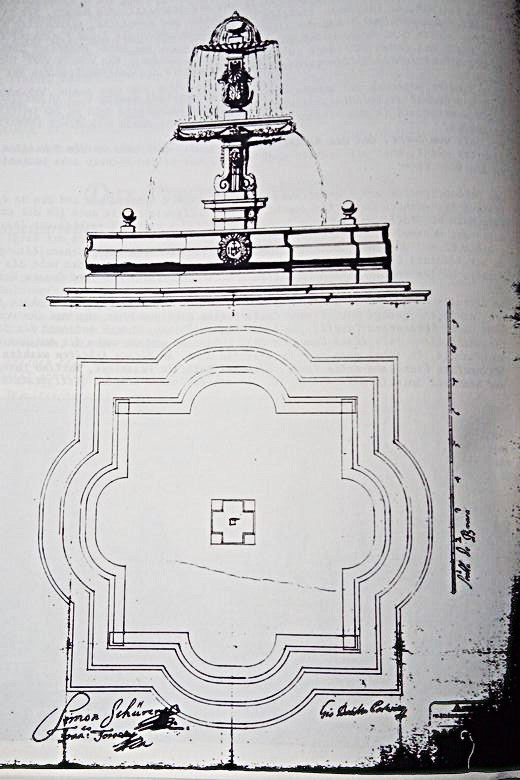
Plan Brunnen
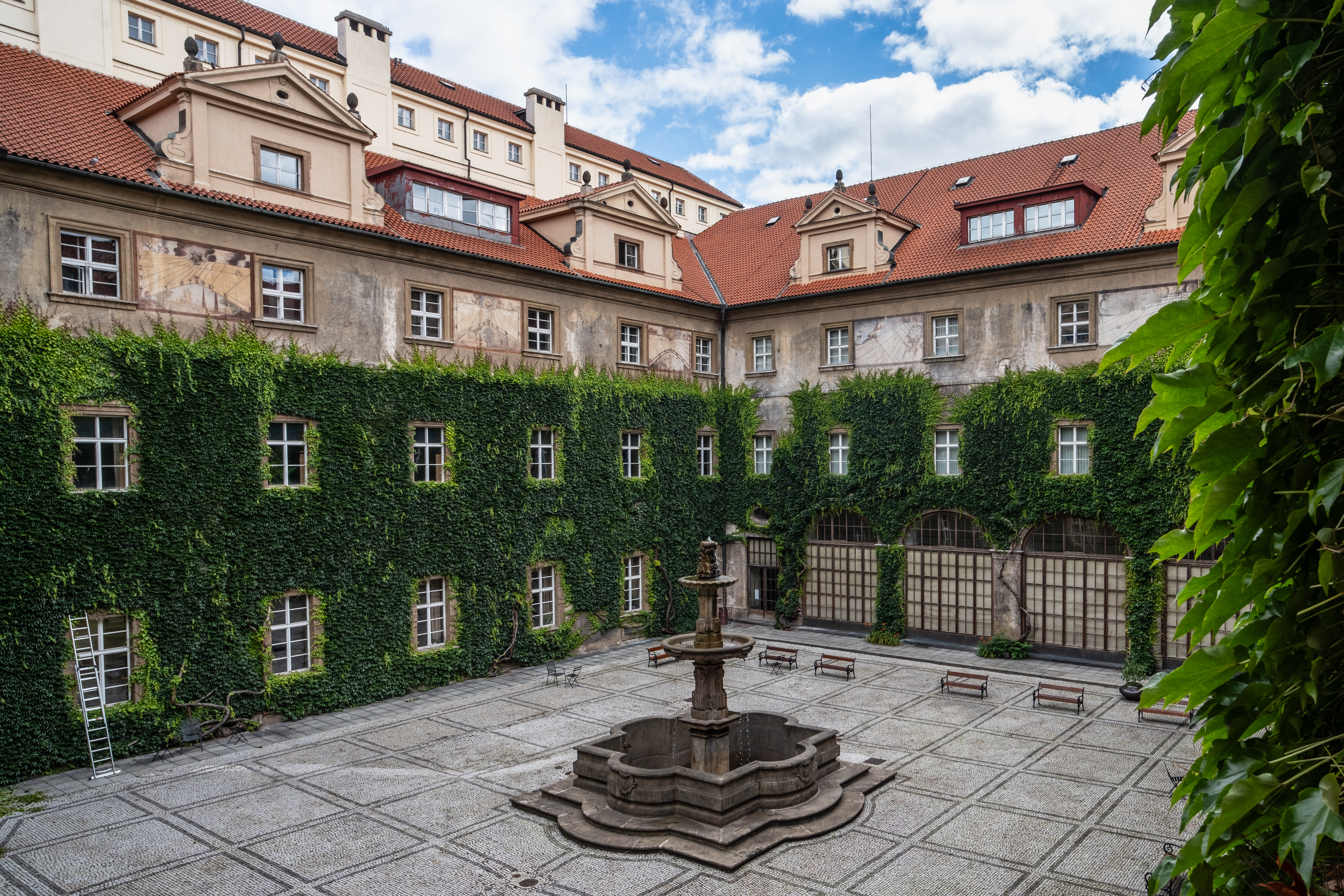
Clementinum, Rebenhof
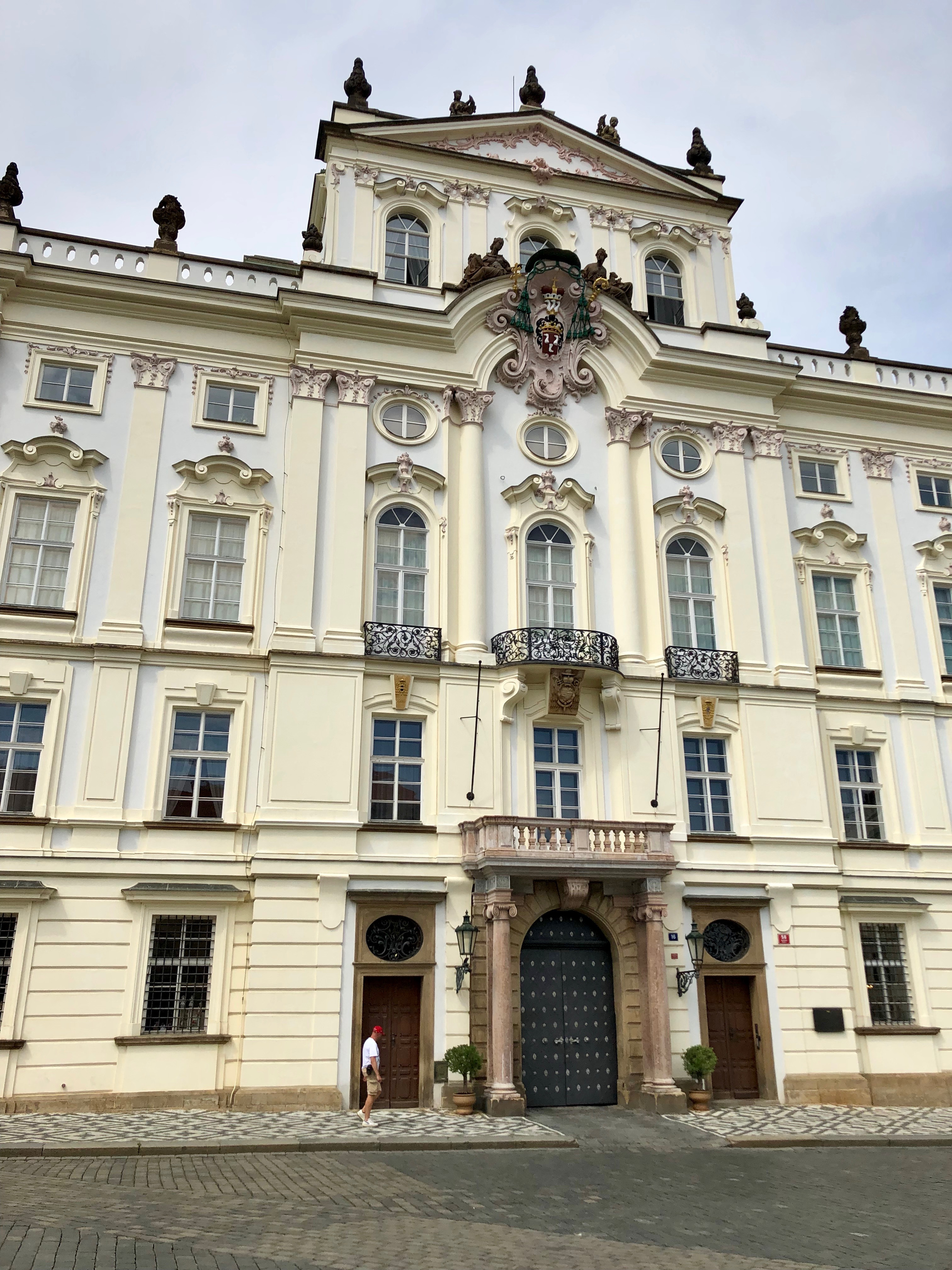
Erzbischöfliches Palais Prag

- Erzbischöfliches Palais in Prag

Architekt Jean Baptiste Mathey kam 1675 nach Prag, wo im August die Bauarbeiten für das Erzbischöfliche Palais am Hradschin nach seinen Plänen begannen. Baumeister Francesco Lurago leitete die Baustelle, wesentliche Mitarbeiter waren die Steinmetzmeister Francesco della Torre und Giovanni Battista Passerini sen. mit ihren Mannschaften.

## Tod 1678
Der Großauftrag der Steinmetzarbeiten am Passauer Dom wurde durch den Zusammenschluss von vier Steinmetzhütten bewältigt. Kommissionen mussten die jeweiligen Anteile genau vermessen. Hier gab es eine große Uneinigkeit, ein Gerichtsverfahren wurde abgehalten. Passerini war vor dem Termin am 3. Juni bereits verstorben.

### Prozess vom 3.Juni bis 4.August 1678 in Prag
Beteiligte Personen waren: Giov. Bapt. Passerini, bereits im selben Jahr verstorben; Francwsco Torre; Giov. Bapt. Galli und Giov. Bapt. Pozzo, ebenfalls verstorben, seine Witwe strengt diesen Prozess an.

„Hab ich wohl gehört, dass sie miteinander, Thorri, Galli, Potz und Passerini eine Camerathschaft haben machen wollen, welches aber nicht geschehen ist.“

„Mitconsorten sind der Tori und Passerini allzeit in der Arbeit gewesen.“

## Literatur

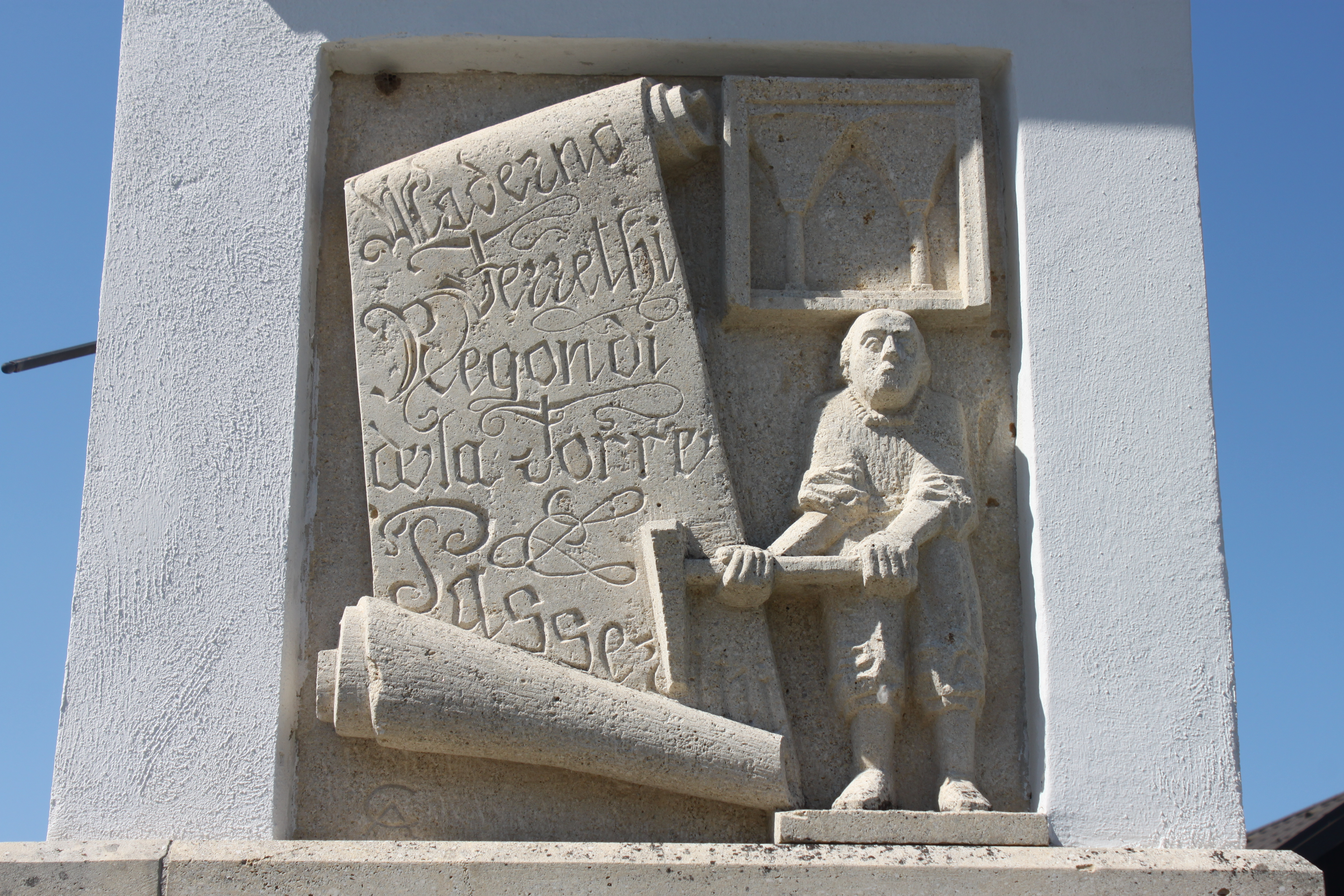
Kaisersteinrelief Italienische Meister in Kaisersteinbruch Bildhauer A. Ciutureanu, 1992. Schriftenrolle mit den Namen Maderno, Ferrethi, Regondi, della Torre und Passerini, rechts oben ein Zitat von Schloss Neugebäude